# Haemaphysalis zumpti
Haemaphysalis zumpti este o specie de căpușe din genul Haemaphysalis, familia Ixodidae, descrisă de Harry Hoogstraal și El Kammah în anul 1974. Conform Catalogue of Life specia Haemaphysalis zumpti nu are subspecii cunoscute.